# Woldegk

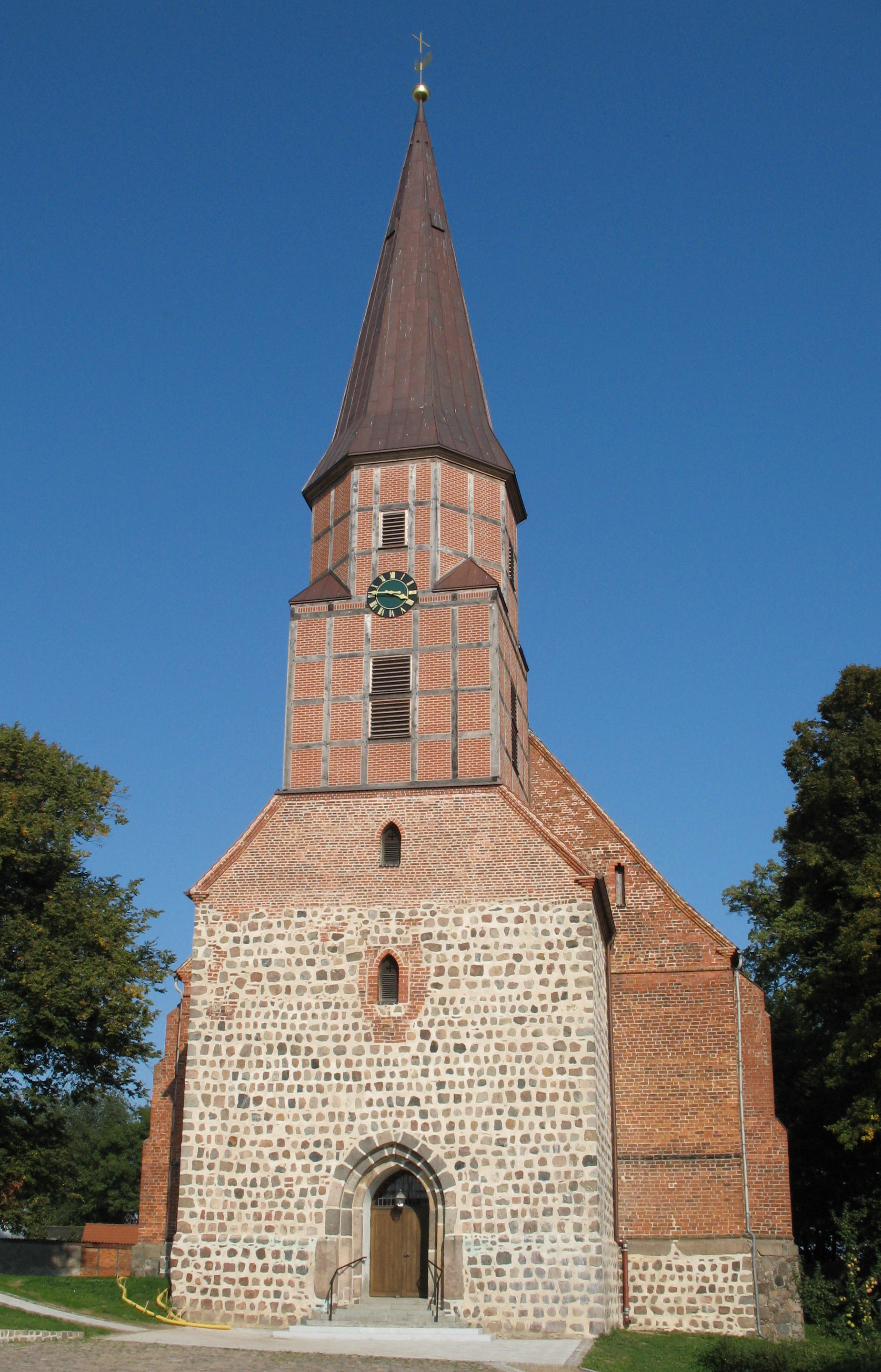
Nhà thờ

Woldegk là một đô thị ở huyện Mecklenburgische Seenplatte (trước thuộc huyện Mecklenburg-Strelitz), Mecklenburg-Western Pomerania, Đức. Đô thị này có cự ly 24 km về phía đông nam của Neubrandenburg. Woldegk có diện tích 103,7 km² và dân số 4061 người (cuối năm 2006).